# Porfirije iz Tira
Porfirije iz Tira (grč. Πορφύριος) (Tir, o. 233. – Rim, o. 304.), grčki novoplatonički filozof, Plotinov učenik i biograf. Izučavao je filozofiju u Ateni, a bio je dobro upoznat i s kršćanstvom.

## Djela
Sačuvao mu se tek manji dio djela. Tumačio je, popularizirao i objavljivao Plotinova djela, te komentirao Platonova, Aristotelova i Teofrastova djela, kao i spise prirodoznanstvenih autora poput Pitagore i Ptolemeja. Od filozofsko-religijskih djela najpoznatije je Protiv kršćana koje je sačuvano u fragmentima, jer ga je Crkva spalila 453. godine. Svojim učenjem o krjepostima utjecao je na skolastičku etiku.